# Паломбаре (Терни)
Паломбаре је насеље у Италији у округу Терни, региону Умбрија.
Према процени из 2011. у насељу је живело 69 становника. Насеље се налази на надморској висини од 263 м.